# Альбер Тібоде

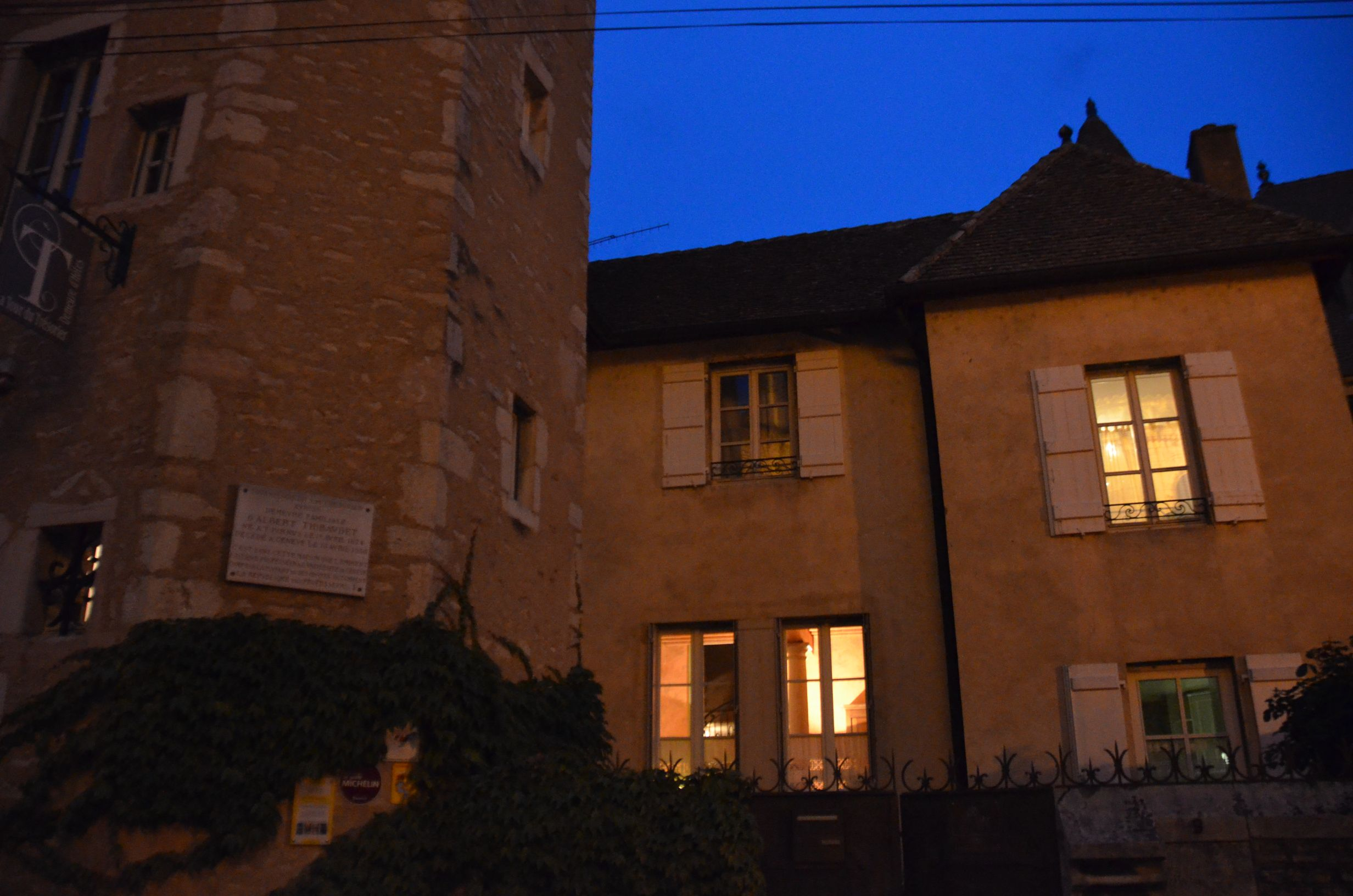
Рідний дім Тібоде в Турню.

Альбе́р Тібоде́ (фр. Albert Thibaudet, 1 квітня 1874, Турню (Сона і Луара) — 16 квітня 1936, Женева) — французькій літературознавець та літературний критик, з 1912 по 1936 роки активно друкувався на сторінках часопису La Nouvelle Revue française.

## Біографія
Закінчив престижний ліцей Генріха IV в Парижі, де одним з його улюблених вчителів був Анрі Бергсон. Першою публікацією Тібоде була його символічна драма у віршах і прозі, що називалася «Чорний лебідь» (Le Cygne rouge, 1897). Драма була написана під впливом Стефана Малларме.
1912 року Тібоде вперше надрукувався в журналі Нувель ревю франсез. Відтоді він регулярно друкувався в цьому часописі аж до своєї смерті. Був знайомий з філософом та антропологом Люсьєном Леві-Брюлем, який 1928 року запросив його до участі в Університетських курсах Давосу разом з іншими інтелектуалами Франції та Німеччини. Викладав у Нью-Йоркському та Женевському університетах.

## Доробок
1924 року Тібоде опублікував двотомне дослідження «Бергсонізм». Ця багата матеріалом праця була схвально зустрінута критикою й самим Анрі Бергсоном.
Тібоде є автором монографій про творчість письменників Стефана Малларме (1912), Гюстава Флобера (1922), Поля Валері (1924), Стендаля (1931). Посмертно була опублікована його праця про Монтеня (1963). 
Він також опублікував «Історію французької літератури з 1789 року до наших днів» (1936) та «Фізіологію критики» (1930), а також соціологічне дослідження «Республіка професорів» (1928), присвячене французьким інтелектуалам.

## Пошанування
2008 року Центр Фукідіда при Університеті Пантеон-Ассас заснував Премію Альбера Тібоде для відзначення франкомовних праць, присвячених міжнародним стосункам.

## Твори
- Les Heures de l'Acropole, NRF, 1913
- La Campagne avec Thucydide, 1922
- Gustave Flaubert, 1922, nouv. éd. revue et corrigée, 1936
- Le Bergsonisme, 1924
- Les Princes lorrains, 1924
- Le liseur de romans, G.Crès, 1925
- La République des Professeurs (1927), suivi de Les Princes lorrains (1924), Préface de Michel Leymarie, Paris, Hachette Littératures, coll. Pluriel Histoire, 2006.
- Cluny [Архівовано 6 березня 2008 у Wayback Machine.], 1928
- Amiel ou la part du rêve, Hachette, 1929
- Mistral ou La République du Soleil, Hachette, 1930
- Physiologie de la critique, 1930
- Stendhal, Hachette, (1931)
- Les idées politiques de la France, 1932
- Histoire de la littérature française de 1789 à nos jours, 1936 перевидання Cnrs Éditions (2007).
- Réflexions sur la littérature, NRF, 1938
- Panurge à la guerre, (1940)
- Montaigne Texte établi par Floyd GRAY d'après les notes manuscrites. Gallimard (1963)
- Основні твори Тібоде були перевидані Антуаном Компаньоном: Réflexions sur la politique, chez Robert Lafont, collection Bouquins, 2007 et  Réflexions sur la littérature, Gallimard, collection  Quarto, 2007.